# 1954 na rádio
Nesta página encontrará referências aos acontecimentos directamente relacionados com a rádio ocorridos durante o ano de 1954.

## Nascimentos
| Data        | Nome        | Profissão        | Nacionalidade | Observações | Ref |
| ----------- | ----------- | ---------------- | ------------- | ----------- | --- |
| 19 de março | Herman José | humorista e ator | Portugal      |             |     |

## Mortes
| Data          | Nome                 | Profissão                                                                           | Nacionalidade | Observações | Ref |
| ------------- | -------------------- | ----------------------------------------------------------------------------------- | ------------- | ----------- | --- |
| 18 de outubro | Edgar Roquette-Pinto | médico, antropólogo, poeta e professor, considerado o pai da radiodifusão no Brasil | Brasil        | n. 1884     |     |